# Delray Beach WCT
Il Delray Beach WCT è stato un torneo di tennis facente parte del World Championship Tennis giocato dal 1982 (dal 25 al 31 gennaio), al 1983 a Delray Beach negli Stati Uniti su campi in terra rossa.

## Albo d'oro

### Singolare
| Anno | Vincitore       | Finalista      | Punteggio          |
| ---- | --------------- | -------------- | ------------------ |
| 1982 | Ivan Lendl      | Peter McNamara | 6–4, 4–6, 6–4, 7–5 |
| 1983 | Guillermo Vilas | Pavel Složil   | 6–1, 6–4, 6–0      |

### Doppio
| Anno | Vincitori                   | Finalisti                  | Punteggio |
| ---- | --------------------------- | -------------------------- | --------- |
| 1982 | Mel Purcell Eliot Teltscher | Tomáš Šmíd Balázs Taróczy  | 6–4, 7–6  |
| 1983 | Pavel Složil Tomáš Šmíd     | Anand Amritraj Johan Kriek | 7–6, 6–4  |